# Torre de Cerro Gordo

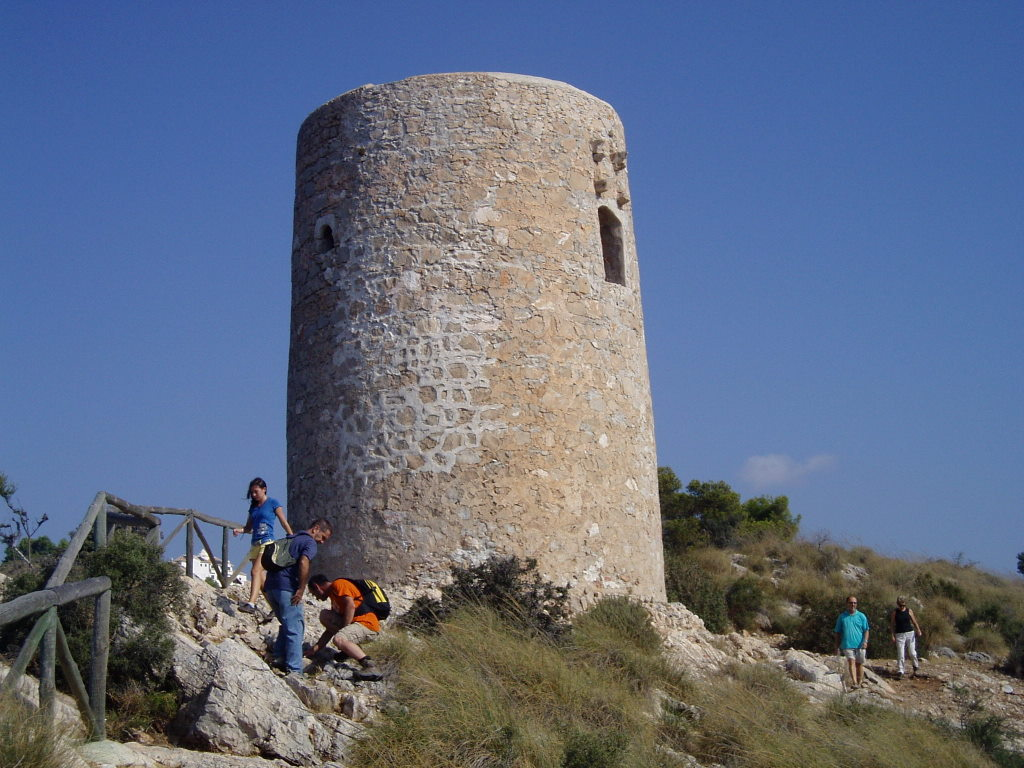
Vista de la Torre de Cerro Gordo.

La Torre de Cerro Gordo, también conocida como Torre de La Herradura, o del Nogal, es una atalaya costera troncocónica construida entre finales del siglo XVI y principios del XVII, si bien en una zona donde anteriormente existía otra de época nazarí, en el término municipal de Almuñécar, provincia de Granada (Andalucía, España). Se ubica en el cabo o Punta de Cerro Gordo, en la cara occidental de la bahía de La Herradura, dentro del parque natural de los Acantilados de Maro-Cerro Gordo, anexa al límite oriental del mismo.

## Descripción
Está ubicada en el extremo de la Punta de Cerro Gordo, que cierra por el Oeste la ensenada de La Herradura, y se accede a ella a partir de la antigua carretera nacional que pasa por los alrededores. Fue construida en el XVI, y tiene una figura troncocónica con un levísimo talud y planta circular, de 7.30 metros de diámetro. Monta sobre una plataforma de nivelación con zarpa aparente. Está construida con mampostería de piedras medianas, alternando cada dos hiladas con una verdugada de lajas. Conserva 10.50 metros de altura y restos de enlucido exterior de mortero de cal.
El hueco de acceso al interior de la sala se sitúa al Este, a 5.50 metros de la zarpa, disponiendo de jambas, arco y matacán, todo de cantería. Tiene una tronera al Suroeste. Conserva casi todo el peto de la terraza.

## Historia
Se supone la construcción a finales del siglo XVI o principios del XVII, aunque se tienen noticias de estar construida en la zona donde anteriormente existía una atalaya de época nazarí. Su construcción vino a paliar la poca defensa que sufrían los continuos ataque de embarcaciones corsarias, mejorando el sistema defensivo de la Ensenada de la Herradura y la Playa de Cantarriján. Los torreros comunicaban la presencia de embarcaciones enemigas mediante ahumadas de día y fuego por la noche. En el siglo XIX perdió su valor defensivo y fue utilizada por los carabineros como punto de vigía. En las cercanías se encuentran la Torre Río de la Miel, la Torre de Maro, la Torre Caleta y la Torre del Río de la Miel, que también formaban parte de esta red de vigilancia costera.